# Крейлис-Петрова, Кира Александровна
Ки́ра Алекса́ндровна Кре́йлис-Петро́ва (1 июля 1931, Ленинград — 12 мая 2021, Санкт-Петербург) — советская и российская актриса театра и кино. Заслуженная артистка РФ (1994).

## Биография
Родилась в Ленинграде, ребёнком пережила блокаду, проведя вместе с матерью Екатериной Николаевной и старшей сестрой Надеждой в осаждённом городе 872 дня. Занималась в музыкальном училище по классу скрипки. Окончив школу, решила стать актрисой.
С первой попытки поступила в Школу-студию МХАТ на курс Александра Карева, где также учились: Галина Волчек, Анатолий Кузнецов, Игорь Кваша, Леонид Броневой, Ирина Скобцева, Пётр Фоменко, Людмила Иванова. Окончила институт в 1955 году.
В институте Кира Александровна вышла замуж за Якова Крейлиса (1929—2003), актёра и будущего телережиссёра, и взяла двойную фамилию. В браке, продлившемся 45 лет, родилась дочь Мария, преподаватель французского языка.
С 1955 по 1956 год была актрисой Театра Балтийского флота в Лиепае, в 1957—1958 годах — в Сахалинском областном драмтеатре имени А. П. Чехова. С 1960 по 1961 год — актриса Ленинградского областного Малого театра, с 1961 по 1962 год — Ленинградского государственного театра эстрады, с 1962 по 1963 год — Ленинградской областной филармонии.
С 1964 по 1980 год — актриса Ленинградского ТЮЗа.
С 1980 по 2012 год служила в Ленинградском академическом театре драмы имени А. С. Пушкина (Александринский театр — с 1990-х годов), была одной из ведущих актрис, исполняла как драматические, так и комедийные, острохарактерные роли.
Играла в антрепризных спектаклях продюсерской компании «ТеатрДом», была приглашённой актрисой Театра музыкальной комедии и театра «Приют комедианта».
В кино снималась с 1957 года. Мастер эпизода, владеющая искусством эксцентрики и гротеска. Появляясь в кадре порой на несколько секунд, она создавала законченный комический образ, который всегда запоминался. Много снималась в телесериалах. В последние годы озвучивала мультфильмы студии «Пилот».
Кира Крейлис-Петрова являлась автором сатирических монологов, с которыми выступала на творческих встречах и концертах. Кроме того, она автор пьес «Надоело бояться!» и «Где моё место?» (в сценическом варианте — «Под звуки оркестра»).
C сентября 2012 по июль 2013 года вела программу «Прожиточный минимум» на канале 100ТВ.
В 2016 году диагностирована опухоль головного мозга. Актриса перенесла операцию, улучшившую её состояние на несколько лет.
Скончалась 12 мая 2021 года в Санкт-Петербурге. Церемония прощания состоялась 16 мая в центральном зале крематория в Санкт-Петербурге. Урна с прахом, согласно завещанию, захоронена на месте погребения супруга Якова Крейлиса в городе Алуксне (Латвия).

## Театральные роли
Александринский театр
- 1980 — Антоновна — «Дети солнца» М. Горького
- 1980 — Халида — «Тринадцатый председатель» А. Абдуллина
- 1980 — Трефена — «Над светлой водой» В. Белова
- 1982 — Сильвия и М-м Кутюр — «Отец Горио» по роману О. Бальзака
- 1982 — Анисимовна — «Из жизни деловой женщины» А. Гребнева
- 1982 — Урсула — «Много шуму из ничего» У. Шекспира
- 1984 — Бальзаминова — «Женитьба Бальзаминова» А. Островского
- 1984 — Ганна — «Вечер» А. Дударева
- 1990 — Еремеевна — «Недоросль» Д. Фонвизина, режиссёр Нора Рахштейн
- 1991 — Маланья — «Не всё коту масленица» А. Островского, режиссёр Игорь Горбачёв
- 1991 — Уголовница «Под звуки оркестра» по собственной пьесе
- 1995 — Уланбекова — «Воспитанница» А. Островского
- 1992 — Аграфена Кондратьевна Большова — «Свои люди — сочтёмся!» А. Островского, режиссёр Владимир Голуб
- 1993 — Фана — «Колпак с бубенчиками» Л. Пиранделло, режиссёр Владимир Воробьёв
- 1998 — Фёкла Ивановна, сваха — «Женитьба» Н. Гоголя, режиссёр Александр Галибин
- 1999 — Шутиха — «Сказка о царе Салтане» А. Пушкина, режиссёр Владимир Голуб
- 2002 — Ляпкина-Тяпкина — «Ревизор» Н. Гоголя, режиссёр Валерий Фокин
- 2008 — Арина Пантелеймоновна — «Женитьба» Н. Гоголя, режиссёр Валерий Фокин

Антреприза
- 1999 — Надежда Дурова — «О, вы, которые любили…», режиссёр Геннадий Тростянецкий[8] / Пушкинский театральный центр, Дом Кочневой

Продюсерская компания «ТеатрДом»
- 2000 — Урсула — «Голу́бки», по пьесе П. Вогел «Древнейшая профессия» (англ. «The Oldest Profession»), реж. Вячеслав Долгачёв
- Бабка — «Любовь не картошка, не выбросишь в окошко» по пьесе С. Л. Лобозёрова «Семейный портрет с посторонним»
- Нюра — «Надоело бояться!» по собственной пьесе, режиссёр Владимир Туманов

«Белый театр»
- 2001 — «На кабельных работах осенью 1969 года» по поэме В. Ерофеева «Москва — Петушки», режиссёр Георгий Васильев[9][10]

Театр музыкальной комедии
- 2001 — «Судьба-индейка», оперетта С. Баневича по мотивам «Волки и овцы» А. Островского, режиссёр Олег Леваков

## Фильмография
- 1957 — Улица полна неожиданностей — прохожая
- 1959 — Ссора в Лукашах — член правления колхоза, участница собрания
- 1969 — Мама вышла замуж — Людка, бригадирша
- 1970 — Зелёные цепочки — Анастасия, жена Семёна
- 1973 — Капитан — пассажирка
- 1974 — Ксения, любимая жена Фёдора — эпизод
- 1975 — Шаг навстречу — эпизод; работник универсама
- 1979 — Трое в лодке, не считая собаки — Полли, жена Поджера
- 1980 — Лес — Улита, служанка Гурмыжской
- 1980 — Барабаниада — доктор в поликлинике
- 1981 — Путешествие в Кавказские горы — тётя Настя
- 1982 — Влюблён по собственному желанию — мать Веры
- 1985 — Воскресный папа — баба Дуня, нянечка в больнице
- 1985 — Подсудимый — нервная дама-свидетель
- 1986 — Жил-был Шишлов — Фрязина
- 1988 — Гнев отца — Энн
- 1989 — Когда мне будет 54 года
- 1990 — Яма — Зося
- 1991 — Год хорошего ребёнка — эпизод
- 1992 — В той области небес… — мать Клавы
- 1992 — На Иртыше — эпизод
- 1993 — Барабаниада — предводительница древнего племени
- 1993 — Окно в Париж — тёща Горохова
- 1994 — На кого Бог пошлёт — мама Хлюздина
- 1994 — Русская симфония — Маздухина
- 1995 — Спасибо, доктор — Полина
- 1997 — История про Ричарда, Милорда и прекрасную Жар-птицу — бабушка «Милорда»
- 1998 — Горько! — гостья на свадьбе, соседка
- 1998 — Тоталитарный роман — Раиса Петровна, нянечка в детском саду
- 1998 — Улицы разбитых фонарей (серия «Напиток для настоящих мужчин») — эпизод
- 1999 — Тонкая штучка — бабка-знахарка
- 2001 — Вовочка (2 сезон) — дама в шляпе
- 2001 — Русские страшилки — баба Маша
- 2003 — У нас все дома — Серафима Модестовна, жительница коммуналки
- 2004 — Женская логика 4 — Зинаида Павловна Зубкова, секретарь жилищного кооператива, жена Зубкова
- 2004 — Именины — бабка
- 2004 — Тайны следствия — Ольга Петровна Бушмакина, свидетель
- 2005 — Полумгла — Лукерья
- 2006 — Прииск-2: Золотая лихорадка — тётя Клёпа (Желутчиха)
- 2005 — Осторожно, Задов! — мать Приходько
- 2007 — Особенности национальной подлёдной ловли, или Отрыв по полной — Евгения Петровна (тёща Зиновия)
- 2008 — Привет, Киндер! — Антонина Тимофеевна, санитарка в больнице
- 2010 — Гаишники (фильм № 12) — бабушка
- 2010 — Китайская бабушка — Анна Македоновна, соседка
- 2011 — Маяковский. Два дня — бабушка на базаре
- 2011 — Пятая группа крови — баба Паня
- 2014 — Кухня в Париже — Любовь Лаврова, бабушка Максима
- 2015 — Кухня — Любовь Лаврова, бабушка Максима
- 2016 — Страна чудес — гостья у Семёна

## Озвучивание мультфильмов
- 2007 — Что делать? или Куйгорож — Баба Акуля / Рассказчица / Куйгорож
- 2009 — Егорий Храбрый из цикла Гора самоцветов — от автора
- 2018 — Бредовая канитель — старушка у подъезда
- 2020 — Привет, бабульник! — спящая бабушка

## Награды и звания
- заслуженная артистка Российской Федерации (1 декабря 1994) — за большие заслуги в области искусства[11];
- премия «Золотой софит» (2000) за роль Надежды Дуровой в спектакле «О, вы, которые любили!»[12];
- приз «За лучшую женскую роль второго плана» на VII Международном кинофестивале «Бригантина» (за роль в комедии «Именины», 2004)[13];
- приз фестиваля «Амурская осень» за лучшую женскую роль второго плана в спектакле «Любовь не картошка — не выбросишь в окошко» (2004)[14]
- приз «Немеркнущая зрительская любовь» на XV кинофестивале «Виват, кино России!» (2007)[15].